# Nathan Field
Nathan Field (1587-1620), fue un dramaturgo y actor inglés del Teatro renacentista inglés; su padre fue el predicador puritano John Field y su hermano Theophilus Field se convirtió en Obispo de Llandaff. Otro hermano llamado Nathaniel, a menudo confundido con el actor, fue pintor.

## Biografía
El padre de Field predicaba en contra de los teatros. Parece que Nathan no pretendía hacer carrera en el teatro. En algún momento anterior a 1600 quedó impresionado por Nathaniel Giles, el maestro del coro de Isabel y uno de los directores de la nueva troupe de niños actores en el Teatro Blackfriars, llamado alternativamente los Children of the Chapel Royal y los Blackfriars Children. Comenzó entonces esta profesión, en la que estaría el resto de su vida, añadiendo después la de dramaturgo.
Como miembro del coro Children of the Chapel, Field actuó en el innovador teatro que se representaba en Blackfriars en los primeros años del siglo XVII. Se asocia su nombre a varias obras: Cynthia's Revels (1600) y The Poetaster (1601) de Ben Jonson, Bussy D'Ambois de George Chapman, Epicoene y, quizás, Humphrey en El caballero de la ardiente mano de almirez de Francis Beaumont. Parece que fue uno de los actores apresados por el descontento oficial que ocasionó la obra Eastward Hoe y The Isle of Gulls de John Day.
Permaneció con la compañía de niños hasta 1613, su vigésimo sexto año. Parece que fue el único niño actor de 1600 que permaneció con la troupe de Blackfriars cuando, en 1609, Philip Rosseter y Robert Keysar asumieron el control de la compañía. Con ellos hizo representaciones en Whitefriars y, frecuentemente, en la corte, en obras como The Coxcomb, de Beaumont y Fletcher. En 1613, Rosseter unió su compañía con los Lady Elizabeth's Men, dirigidos por Philip Henslowe. Interpretando en el Teatro el Cisne y Hope Theatre, actuó en A Chaste Maid in Cheapside Thomas Middleton y La feria de san Bartolomé de Ben Jonson, interpretando en esta última a Cokes o Littlewit. A finales de 1616, se unió a los hombres del rey, con los que interpretó a Voltore en Volpone y Face en El alquimista.
Edmond Malone supone que Field interpretó papeles femeninos con esta compañía; O. J. Campbell, sin embargo, sugiere que interpretó papeles secundarios como joven. Trabajó en obras de Fletcher y de Shakespeare. Murió en algún momento entre mayo de 1619 y agosto de 1620. Field tuvo reputación de mujeriego, atribuyéndosele un hijo con la Condesa de Argyll.

## Obras
- A Woman is a Weathercock sigue a dos parejas de amantes mientras intentan, de manera convencional, burlar los planes paternos de un matrimonio de conveniencia y casarse por amor.
- The Honest Man's Fortune (con Fletcher y Philip Massinger.
- Amends for Ladies presenta una triple trama: una prueba de amor derivada de El curioso impertinente de Cervantes; una historia de un cazador de viudas; y un paralelo cómico de cortejar a una doncella.